# Haltere

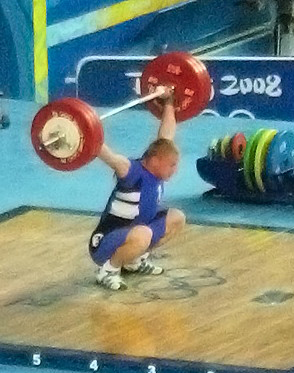
Stilul smuls

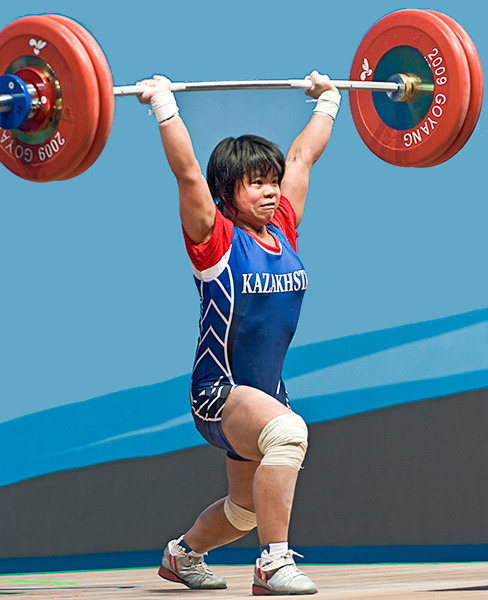
Stilul aruncat

Haltere este un sport în care oamenii ridică greutăți mari care sunt formate din discuri de diferite greutăți puse pe capetele unei bare. Bara olimpică standard goală (fără discuri montate și fără bucșele de fixare de câte 2,5 kg) are greutatea de 20 de kg pentru bărbați și 15 kg pentru femei. Este un sport olimpic, dar poate fi practicat și de amatori.
Există două stiluri: smuls (constă în ridicarea halterei cu ambele brațe printr-o singură mișcare continuă) și aruncat (constă în ridicarea halterei până la piept, apoi în înălțarea ei prin întinderea brațelor în sus). În trecut mai exista un stil, „împins”, care însă a fost scos dintre stiluri.

## Competiția
Competiția de regulă începe cu stilul smuls la care fiecare concurent are dreptul la trei încercări. Încercarea se consideră reușită sau nereușită în baza regulamentului existent. După ce se încheie competiția la smuls se trece la aruncat la care din nou, fiecare sportiv are dreptul la trei încercări.
Categoriile în care evoluează concurenții în funcție de masa lor corporală:
La bărbați:
- 55 kg
- 61 kg
- 67 kg
- 73 kg
- 81 kg
- 87 kg
- + 87 kg
- 89 kg
- 96 kg
- 102 kg
- 109 kg
- + 109 kg

La femei:
- 45 kg
- 49 kg
- 55 kg
- 59 kg
- 64 kg
- 71 kg
- 76 kg
- 81 kg
- 87 kg
- + 87 kg

## Sportivi celebri
- Mihai Petrea
- Paul Edward Anderson
- Paul Torento
- Andrei Chemerkin
- Vlademir Kono
- Pyrros Dimas
- Imre Földi
- Nicu Vlad
- Kakhi Kakhiashvili
- Tommy Kono
- Halil Mutlu
- Aleksandr Kurlovici
- Yoshinobu Miyake
- David Rigert
- Norbert Schemansky
- Naim Süleymanoğlu
- Jaan Talts
- Yurik Vardanian
- Iuri Vlasov
- Iuri Zaharevici